# 内閣総理大臣顕彰

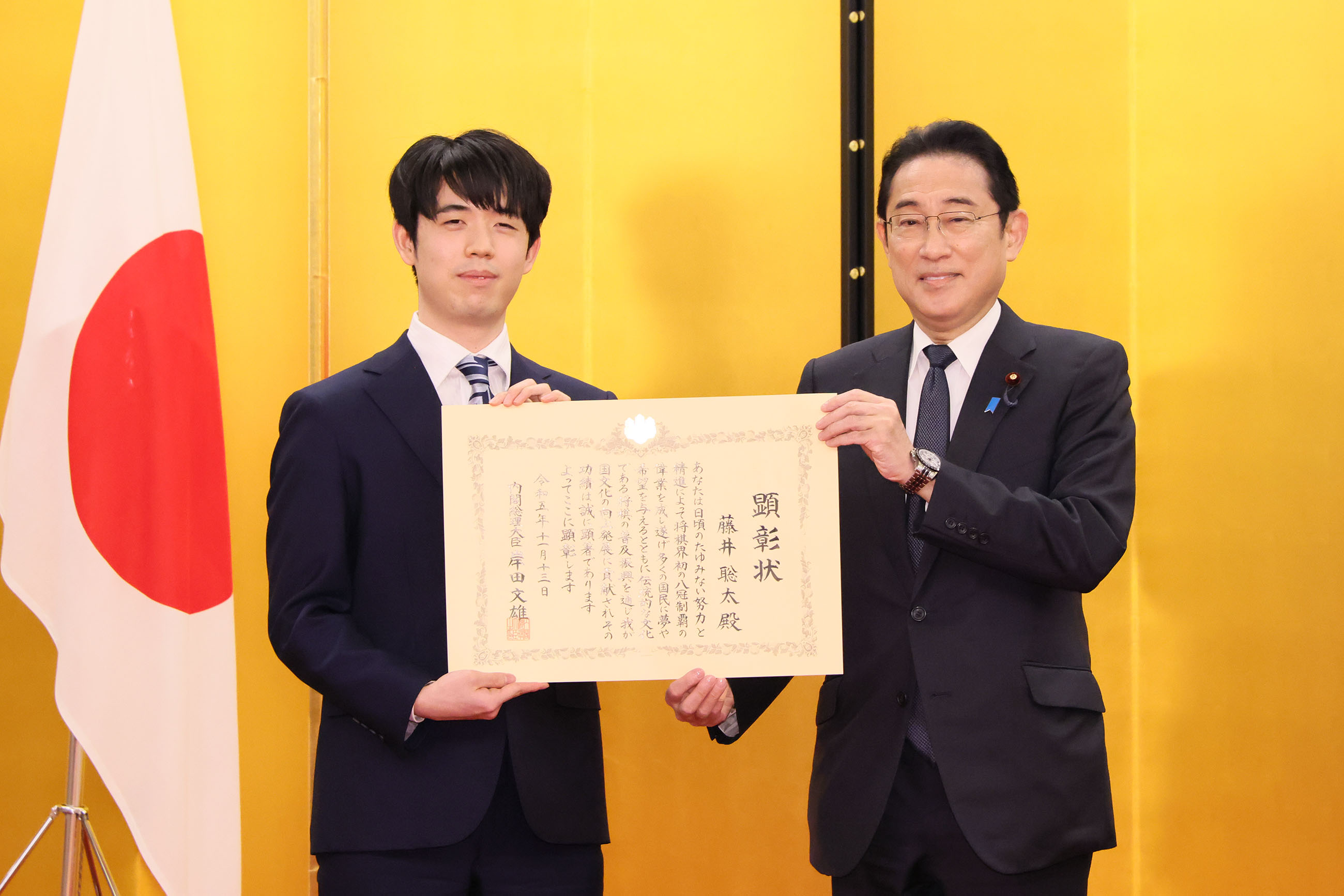
2023年（令和5年）11月13日、藤井聡太に内閣総理大臣顕彰状を授与する岸田文雄

内閣総理大臣顕彰（ないかくそうりだいじんけんしょう）は、日本の内閣総理大臣が授与する顕彰である。1966年（昭和41年）、当時の首相・佐藤栄作によって創設され、2023年4月時点でこれまでに35人、15団体に対して授与されている。

## 概要
1966年2月11日、佐藤内閣において閣議決定された内閣総理大臣表彰規程によって運用されており、「国家、社会に貢献し顕著な功績のあったものについてこれを顕彰することを目的」とする。表彰の対象は、国の重要政策や防災・災害救助、道義の高揚、学術・文化の振興などの6項目のいずれかに貢献のあった「全国民の模範と認められるものその他内閣総理大臣が表彰することを適当と認めるもの」であり、個人や法人に限らず団体も含まれ得る。表彰されたものには表彰状および盾が授与され、その際に金一封をそえることもできるとされている。
内閣総理大臣や政権による表彰としては他に1977年に創設された「国民栄誉賞」がある。国民栄誉賞の制定後、本顕彰は事実上その下位に位置づけられている。

## 受賞対象
以下に該当し、全国民の模範と認められるものその他内閣総理大臣が表彰することを適当と認めるもの。
- 国の重要施策の遂行に貢献したもの
- 災害の防止及び災害救助に貢献したもの
- 道義の高揚に貢献したもの
- 学術及び文化の振興に貢献したもの
- 社会の福祉増進に貢献したもの
- 公共的な事業の完成に貢献したもの

## 受賞者
2023年11月時点で個人に対して36件、団体に対して16件、あわせて述べ52の個人と団体が顕彰を受けている。そのうちの半数以上にあたる26件は創設者である佐藤栄作時代の顕彰である。佐藤の退任後、田中、三木、福田、大平、鈴木の各総理大臣の時代には顕彰は行われず、中曽根時代の1985年の顕彰は15年ぶりのことであった。
| 受賞年月日 （授与内閣）       | 受賞者                                 | 職業                                   | 受賞事由 | 他の栄典                                               |
| ----------------------------- | -------------------------------------- | -------------------------------------- | --- | ------------------------------------------------------ |
| 1966年7月1日 （佐藤栄作）     | 宮崎松記                               | インド救らいセンター院長               | インドでのハンセン病救済事業                                                                                    | 従三位 勲一等瑞宝章 銀杯一組（菊紋）                   |
| 1966年7月1日 （佐藤栄作）     | 沢田美喜                               | エリザベス・サンダースホーム理事長     | 混血孤児の養護・教育                                                                                            | 正四位 勲二等瑞宝章                                    |
| 1967年7月18日 （佐藤栄作）    | 旧松代町地震対策本部など               | 旧松代町地震対策本部など               | 松代群発地震への対応・防災                                                                                      |                                                        |
| 1968年11月26日 （佐藤栄作）   | オリンピック競技大会日本男子体操チーム | オリンピック競技大会日本男子体操チーム | オリンピックの各大会において体操日本の名声を博するとともに国民に大きな感動を与えた功績                          |                                                        |
| 1968年11月26日 （佐藤栄作）   | 上武洋次郎                             | オクラホマ州立大学生                   | オリンピック東京（1964年）・メキシコ（1968年）両大会でバンタム級フリースタイルレスリング連覇の功績              | 銀杯一組（菊紋）2回                                    |
| 1968年11月26日 （佐藤栄作）   | 三宅義信                               | 陸上自衛官                             | オリンピック東京・メキシコ両大会でフェザー級重量挙げ連覇の功績                                                  | 紫綬褒章 銀杯一組（菊紋）2回 瑞宝小綬章 文化功労者     |
| 1968年11月26日 （佐藤栄作）   | 遠藤幸雄                               | 日本大学助手                           | オリンピックローマ・東京・メキシコ大会3連覇における体操チームの中心選手（メキシコ大会ではキャプテン）として貢献 | 紫綬褒章 銀杯一組（菊紋）3回 旭日中綬章                |
| 1969年3月28日 （佐藤栄作）    | 第9次南極地域観測越冬隊内陸調査旅行隊  | 第9次南極地域観測越冬隊内陸調査旅行隊  | 日本人初の南極点到達                                                                                            |                                                        |
| 1969年5月23日 （佐藤栄作）    | 日本道路公団                           | 日本道路公団                           | 名神高速道路及び東名高速道路の完成                                                                              |                                                        |
| 1970年4月14日 （佐藤栄作）    | 山村新治郎                             | 運輸政務次官                           | よど号ハイジャック事件での人質乗客救助                                                                          | 正三位 勲一等旭日大綬章                                |
| 1970年4月14日 （佐藤栄作）    | 日本航空「よど号」乗員                 |                                        | よど号ハイジャック事件での人質乗客救助                                                                          |                                                        |
| 1985年5月26日 （中曽根康弘）  | 大学生※                                | 國學院大學4年                          | 横浜市南区にて窃盗犯を身を挺して確保、道義の高揚に貢献                                                          | 木杯一組（菊紋） 警察協力章                            |
| 1985年12月30日 （中曽根康弘） | 大学生※                                | 明治大学1年                            | 東京都大田区にて強盗事件の犯人追跡・逮捕協力の功績                                                              | 木杯一組（菊紋）                                       |
| 1986年10月17日 （中曽根康弘） | 室伏重信                               | 中京大学助教授                         | 陸上競技（ハンマー投）におけるアジア競技大会5連覇                                                               |                                                        |
| 1986年10月17日 （中曽根康弘） | 中野浩一                               | 競輪選手                               | 世界選手権自転車競技大会でのスプリント10連覇                                                                    | 紫綬褒章                                               |
| 1987年12月1日 （竹下登）      | 岡本綾子                               | プロゴルファー                         | 全米女子プロゴルフツアーでの活躍                                                                                |                                                        |
| 1988年3月17日 （竹下登）      | 日本鉄道建設公団                       | 日本鉄道建設公団                       | 青函トンネルの完成                                                                                              |                                                        |
| 1988年4月15日 （竹下登）      | 本州四国連絡橋公団                     | 本州四国連絡橋公団                     | 瀬戸大橋開通による児島・坂出ルート完成                                                                          |                                                        |
| 1992年10月13日 （宮澤喜一）   | 毛利衛                                 | 宇宙飛行士                             | 日本人初のスペースシャトル搭乗者                                                                                |                                                        |
| 1994年6月22日 （羽田孜）      | ジーコ                                 | プロサッカー選手                       | 日本サッカー界への貢献                                                                                          |                                                        |
| 1994年9月2日 （村山富市）     | 関西国際空港株式会社                   | 関西国際空港株式会社                   | 関西国際空港開港による国際線増加への貢献                                                                        |                                                        |
| 1994年9月6日 （村山富市）     | 向井千秋                               | 宇宙飛行士                             | 日本人初の女性宇宙飛行士                                                                                        |                                                        |
| 1996年3月21日 （橋本龍太郎）  | 羽生善治                               | 将棋棋士                               | 将棋史上初の七大タイトル独占                                                                                    | 国民栄誉賞 紫綬褒章                                    |
| 1997年5月10日 （橋本龍太郎）  | ペルー陸軍特殊部隊                     | ペルー陸軍特殊部隊                     | 在ペルー日本大使公邸占拠事件でチャビン・デ・ワンタル作戦によって人質救出                                        |                                                        |
| 1998年1月21日 （橋本龍太郎）  | 土井隆雄                               | 宇宙飛行士                             | 日本人初の船外活動                                                                                              |                                                        |
| 1998年4月8日 （橋本龍太郎）   | 本州四国連絡橋公団                     | 本州四国連絡橋公団                     | 明石海峡大橋開通による神戸・鳴門ルート全通                                                                      |                                                        |
| 1999年7月23日 （小渕恵三）    | 全日空61便機長※                        | 全日空61便機長※                        | 全日空61便ハイジャック事件で身を挺して乗客を守った                                                              | 勲四等瑞宝章                                           |
| 2000年11月6日 （森喜朗）      | 田村亮子                               | 柔道家                                 | 世界柔道選手権大会4連覇、シドニーオリンピック金メダル                                                           | 紫綬褒章（及び飾版2個） 銀杯一組（菊紋）               |
| 2000年12月22日 （森喜朗）     | 成田真由美                             | 水泳選手                               | パラリンピックでの活躍                                                                                          | 銀杯一組（菊紋）                                       |
| 2009年11月25日 （鳩山由紀夫） | 若田光一                               | 宇宙飛行士                             | 日本人初の国際宇宙ステーション長期滞在                                                                          |                                                        |
| 2010年4月26日 （鳩山由紀夫）  | 魁皇博之                               | 大相撲力士                             | 幕内最多勝利数記録更新、幕内在位100場所達成                                                                     |                                                        |
| 2016年6月16日 （安倍晋三）    | 井山裕太                               | 囲碁棋士                               | 囲碁史上初の七大タイトル独占                                                                                    | 国民栄誉賞 紫綬褒章                                    |
| 2017年8月4日 （安倍晋三）     | 佐藤琢磨                               | レーシングドライバー                   | インディ500で日本人として初優勝                                                                                 |                                                        |
| 2020年12月17日 （菅義偉）     | JAXAはやぶさ2プロジェクトチーム        | JAXAはやぶさ2プロジェクトチーム        | 小惑星リュウグウからのサンプルリターンに成功                                                                    |                                                        |
| 2021年4月30日 （菅義偉）      | 松山英樹                               | プロゴルファー                         | 日本人として初めてマスターズ・トーナメントで優勝                                                                |                                                        |
| 2023年4月20日 （岸田文雄）    | 千玄室                                 | 茶道家                                 | 半世紀以上にわたり、日本文化の精神を世界に広め、茶道を通じた国際文化交流や国際平和の発展に尽力                  | 勲二等旭日重光章 文化勲章 紫綬褒章 藍綬褒章 文化功労者 |
| 2023年11月13日 （岸田文雄）   | 藤井聡太                               | 将棋棋士                               | 将棋史上初の八大タイトル独占                                                                                    |                                                        |

※は没後受賞者。受賞年月日については、生存者・団体等への授与は伝達日を、故人への授与は（遺族等への伝達日でなく）死亡日を掲載。